# 天囷十一
鯨魚座70，又名BD-01 322，HD 14690、SAO 129858、HR 691，是鯨魚座的一颗恒星，视星等为5.42，位于銀經166.4，銀緯-55.9，其B1900.0坐标为赤經2h 17m 6.6s，赤緯-1° -55.9′ 25″。